# Notropis albizonatus
Notropis albizonatus är en fiskart som beskrevs av Warren och Burr, 1994. Notropis albizonatus ingår i släktet Notropis och familjen karpfiskar. Inga underarter finns listade i Catalogue of Life.